# 11914 Sinachopoulos
A 11914 Sinachopoulos (ideiglenes jelöléssel 1992 RZ3) a Naprendszer kisbolygóövében található aszteroida. Eric Walter Elst fedezte fel 1992. szeptember 2-án.